# Michel Henry Godefroi
Michel Henry Godefroi (Amsterdam, 16 december 1813 – Würzburg (Duitsland), 25 juni 1882) was een Nederlands politicus en de eerste minister van Nederland die van Joodse afkomst was. Zes keer was hij lid van de Tweede Kamer.
Godefroi ging vanaf 1849 door als een 'pragmatisch' liberaal en vanaf circa 1868 als een conservatief-liberaal.

## Loopbaan buiten de Tweede Kamer
Godefroi studeerde rechten aan het Amsterdamse Staats-Atheneum en werd subsituut-officier van justitie bij de Amsterdamse rechtbank (1842-1846), vanaf 1846 tot 1860 was hij raadsheer bij het Provinciaal Gerechtshof van Noord-Holland.

## Politieke loopbaan
In 1849 werd hij voor het district Amsterdam tot Tweede Kamerlid gekozen. In 1852 werd hij ondanks aanvankelijke bezwaren van koning Willem III (onder andere vanwege zijn Jood zijn) benoemd tot minister, maar hij nam om gezondheidsredenen geen zitting. Op 23 februari 1860 werd hij opnieuw benoemd tot minister. Deze keer trad hij wel toe tot het kabinet en werd daarmee alsnog de eerste Jood die in Nederland minister werd. Het departement dat hij leidde, was dat van Justitie. In 1861 kreeg hij dezelfde functie in het kabinet-Van Zuylen van Nijevelt-Van Heemstra. Hij bracht daar de Wet op de Raad van State tot stand. In februari 1866 wees hij een nieuwe termijn als minister van Justitie af.
Van 10 maart 1881 tot aan zijn overlijden een jaar later was hij minister van Staat. Deze functie had hij te danken aan zijn voorname rol bij de totstandkoming van het Wetboek van Strafrecht.

## Familie
Godefroi was bevriend met de jurist en fotograaf Eduard Isaac Asser. Zijn zus Rosette Godefroi trouwde met diens broer Carel Daniël Asser en zij waren de ouders van nobelprijswinnaar Tobias Asser.
- Biografisch Portaal: 89354874
- Gemeinsame Normdatei: 116695692
- International Standard Name Identifier: 0000 0000 1044 292X
- Nederlandse Thesaurus van Auteursnamen: 07005200X
- Parlement.com: vg09ll12voru
- Virtual International Authority File: 64764458